# Połączone Siły Interwencyjne AMF
Połączone Siły Interwencyjne NATO (ang. Allied Command Europe Mobile Force – Land AMF(L)) – wyznaczone do działań mobilne jednostki NATO.

## Charakterystyka
Na bazie wydzielonych kontyngentów sił lądowych i powietrznych Stanów Zjednoczonych, RFN, Wielkiej Brytanii, Kanady, Belgii, Holandii, Luksemburga i Włoch utworzono w 1960 Połączone Siły Interwencyjne NATO. W ich skład wchodziło sześć wzmocnionych batalionów, siedem eskadr lotnictwa myśliwsko-bombowego. Siły te liczyły około 9 tys. żołnierzy, a na ich czele stał oficer w stopniu generała wyznaczany rotacyjnie z wymienionych wyżej państw.

Siły Interwencyjne przeznaczone były przede wszystkim do użycia na flankach Europejskiego Teatru Wojny, czyli w rejonach, w których warunki klimatyczne i terenowe utrudniały prowadzenie regularnych działań bojowych.

 Z reguły dwa razy w roku organizowano ćwiczenia dwustronne sił interwencyjnych. Kryptonim ćwiczeń dla sił interwencyjnych zawierał zazwyczaj słowo „Express” (np. Adventure Express, Green Express, Hellenic Express czy Bosphorus Express). Siły interwencyjne operacyjnie zostały użyte w 1991 podczas wojny w Zatoce Perskiej, gdzie wydzielone siły powietrzne kontrolowały turecką przestrzeń powietrzną.
Siły interwencyjne zostały rozwiązane 31 października 2002 i zastąpione Siłami Odpowiedzi NATO.